# Tilapia ruweti
Tilapia ruweti is een straalvinnige vissensoort uit de familie van de cichliden (Cichlidae). De wetenschappelijke naam van de soort is voor het eerst geldig gepubliceerd in 1965 door Poll & Thys van den Audenaerde.